# 郑州文娱广播
郑州文娱广播全称郑州人民广播电台文化娱乐广播，总部位于河南省郑州市二七区淮河路67号。郑州文娱广播以“时尚戏剧，先锋电台”为口号，是郑州人民广播电台下属的一个全天候播音的专业戏曲类频道。播出方式有中波、调频以及互联网。自2005年3月开播后，先后经历了三次节目调整升级，逐渐形成了以河南戏剧演员排行榜为龙头，以戏曲欣赏为辅助，以《梨园春秋》和《戏迷天地》为重点的全方位多角度的布局合理、层次分明的戏曲专业广播频率。郑州文娱广播还曾多次举办大型戏曲演唱会。